# Adolf Heusinger
Adolf Heusinger (Holzminden, 1897. augusztus 4. – Köln, 1982. november 30.) német katona. Szolgált az első világháborúban. Már a náci Németországban, a második világháború alatt is fontos katonai szerepet töltött be, de a háború után nemhogy megtarthatta egzisztenciáját, de emelkedett a ranglétrán: a nyugat-német hadsereg vezetője volt 1957-től 1961-ig, majd 1964-ig a NATO Katonai Bizottságának elnöke volt.
Az 1944. július 20-i merényletben az első próbálkozáskor ő állt Adolf Hitler mellett.